# Phylicia Rashād
Phylicia Ayers-Allen (Houston, 19 de junho de 1948) é uma atriz, cantora e produtora americana. Notória por seus papéis no teatro, no cinema e na TV a atriz recebeu dois prêmios Tony, além de indicações para seis Primetime Emmy Awards e um Screen Actors Guild Award.
Ela é mais conhecida por seu papel como Clair Huxtable na sitcom da NBC The Cosby Show (1984–1992), que lhe rendeu duas indicações ao Primetime Emmy Award de Melhor Atriz Principal em Série de Comédia em 1985 e 1986. Ela também interpretou Ruth Lucas em Cosby (1996–2000) e Brenda Glover em Little Bill (1999–2004). Ela também foi indicada ao Emmy por seus papéis em A Raisin in the Sun (2008) e This Is Us (2019–2021).
Ela apareceu em vários filmes, como For Colored Girls (2010), Good Deeds (2012), Creed (2015), Creed II (2018), Creed III (2023) e The Beekeeper (2024). Ela emprestou sua voz ao filme de animação da Disney-Pixar, Soul (2020). No século XXI, ela dirigiu remontagens de três peças de August Wilson, em grandes teatros em Seattle, Princeton e Los Angeles.

## Biografia
Phylicia Ayers-Allen nasceu em Houston, Texas. Sua mãe, Vivian Ayers, é uma artista, poetisa, dramaturga, acadêmica e editora indicada ao Prêmio Pulitzer. Seu pai, Andrew Arthur Allen, era ortodontista. Possui três irmãos: Tex (Andrew Arthur Allen Jr.), um músico de jazz ; a irmã Debbie Allen, atriz, coreógrafa e diretora; e o irmão Hugh Allen, banqueiro imobiliário. Os pais se divorciaram quando Phylicia tinha seis anos. Sete anos depois, sua mãe se mudou com as duas irmãs para Cidade do México a fim de evitar a segregação nos Estados Unidos. Mais tarde, Ayers-Allen estudou na Universidade Howard, graduando-se magna cum laude em 1970 com o título de Bacharel em Belas Artes. Enquanto estava lá, ela foi iniciada no capítulo Alpha da fraternidade Alpha Kappa Alpha.

## Vida pessoal
Phylicia casou-se, em 1972, com William Lancelot Bowles Jr. Tiveram um filho, William Lancelot Bowles III, que nasceu no ano seguinte. O casamento terminou em 1975. Rashad casou com Victor Willis em 1978; conheceram-se durante a rodagem de The Wiz e se divorciaram em 1982.
Casou-se pela terceira vez, com Ahmad Rashad, em 14 de dezembro de 1985. Foi o terceiro casamento para ambos, e a atriz acabou adotando seu apelido.

## Carreira

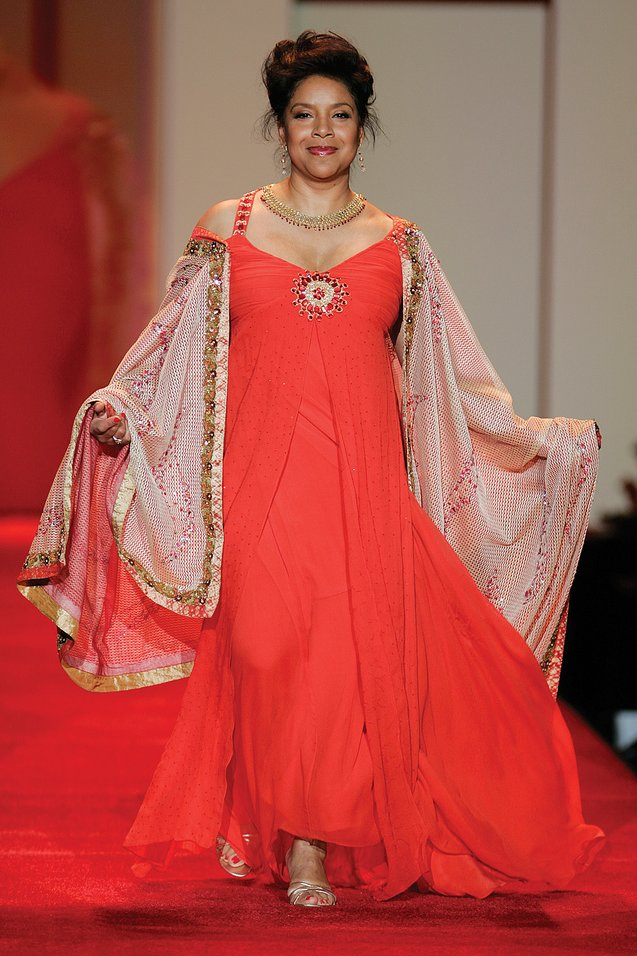
Phylicia em 2007

Phylicia ficou conhecida por seus papéis no palco, estreando na Broadway no musical de Melvin Van Peebles, Ain't Supposed to Die a Natural Death (1971). Ao longo da década, ela retornou à Broadway em uma série de produções interpretando Deena Jones em Dreamgirls (ela também foi substituta de Sheryl Lee Ralph até deixar o show em 1982). Ela interpretou uma Munchkin em The Wiz por três anos e meio. Em 1978, ela lançou o álbum Josephine Superstar, um álbum conceitual disco que conta a história de vida de Josephine Baker. O álbum foi escrito e produzido principalmente por Jacques Morali e Victor Willis, segundo marido de Rashad e vocalista e letrista original do Village People. Ela conheceu Willis quando ambos estavam no elenco de The Wiz.
Rashad se juntou ao elenco da novela da ABC One Life to Live em 1983. Ela é mais conhecida pelo papel da advogada Clair Huxtable no seriado da NBC The Cosby Show. O programa, que foi ao ar de 1984 a 1992, foi estrelado por Bill Cosby como o obstetra Heathcliff "Cliff" Huxtable e se concentrou na vida deles com seus cinco filhos. Por seu papel, ela recebeu duas indicações ao Primetime Emmy Award em 1985 e 1986. Em 1985, Rashad co-apresentou a transmissão da NBC da Parada do Dia de Ação de Graças da Macy's com Pat Sajak e Bert Convy . Quando Cosby retornou à comédia na TV em 1996 com Cosby, da CBS, ele chamou Rashad para interpretar Ruth Lucas, a esposa de seu personagem. O episódio piloto foi gravado com Telma Hopkins, mas Cosby demitiu o produtor executivo e substituiu Hopkins por Rashad.
Em 2009, ela apareceu como Violet Weston da peça premiada de Tracy Letts, August: Osage County, no Music Box Theatre. Rashad voltou a dirigir o trabalho de August Wilson em 2014, quando liderou uma remontagem de Fences de Wilson, no McCarter Theatre em Princeton, Nova Jersey. Ela continuou a se concentrar no trabalho de Wilson, incluindo uma produção bem recebida de Ma Rainey's Black Bottom dirigida no final de 2016. De 17 de março a 1 de maio de 2016, Rashad desempenhou o papel principal de Shelah na peça Head of Passes, de Tarell Alvin McCraney, no The Public Theater. Seu desempenho foi bem avaliado.
Em 2012, ela estrelou outro filme de Tyler Perry, Good Deeds. Também em 2012, Rashad interpretou Clairee Belcher no remake de Steel Magnolias (o papel foi originado por Olympia Dukakis ). Esta versão tem um elenco de primeira linha totalmente afro-americano, incluindo Queen Latifah como M'Lynn, Jill Scott como Truvy, Condola Rashād como Shelby, Adepero Oduye como Annelle e Alfre Woodard como Ouiser. Em 2015, ela interpretou Mary Anne Creed no filme esportivo Creed (2015), e novamente nas sequências Creed II (2018) e Creed III (2023). Em 2016, Rashad foi escalado como uma estrela convidada recorrente no papel de Diana DuBois na terceira temporada da série de televisão Empire produzida por Lee Daniels na Fox. Em 2017, Rashad interpretou a Bispa Yvette A. Flunder, pastora da Igreja The City of Refuge em São Francisco, Califórnia, como parte da minissérie When We Rise de Dustin Lance Black.
De 2019 a 2021, ela interpretou Carol Clarke na série dramática da NBC This is Us, ganhando três indicações ao Primetime Emmy Award de Melhor Ator Convidado em Série Dramática. Em 2020, Rashad deu voz a Libba Gardner, mãe de Joe Gardner, no filme de animação da Pixar, Soul, que ganhou o Oscar de Melhor Filme de Animação. No ano seguinte, ela teve uma participação especial no drama musical dirigido por Lin-Manuel Miranda, Tick, Tick...Boom (2021). Ela teve papéis recorrentes na série dramática da Netflix 13 Reasons Why (2020) e na série jurídica da CBS / Paramount + The Good Fight (2022). Ela retornou à Broadway na peça Skeleton Crew (2022), de Dominique Morisseau, pela qual ganhou o prêmio Tony de Melhor Atriz Coadjuvante em uma Peça. Em 2024, ela apareceu no filme de ação The Beekeeper.

## Filmografia

### Filme
| Ano  | Título                                  | Papel                      | Notas |
| ---- | --------------------------------------- | -------------------------- | ----- |
| 1972 | The Broad Coalition                     | -                          |       |
| 1983 | The Wiz                                 | MunchkinField/Mouse        | Video |
| 1995 | Once Upon a Time...When We Were Colored | Ma Ponk                    |       |
| 1999 | Loving Jezebel                          | Alice Melville             |       |
| 2000 | The Visit                               | Dr. Coles                  |       |
| 2001 | Little Bill: Big Little Bill            | Brenda Glover (voice)      | Video |
| 2010 | Just Wright                             | Ella McKnight              |       |
| 2010 | Frankie & Alice                         | Edna                       |       |
| 2010 | For Colored Girls                       | Gilda                      |       |
| 2012 | Good Deeds                              | Wililemma                  |       |
| 2013 | Gods Behaving Badly                     | Demeter                    |       |
| 2015 | Emily & Tim                             | Emily Hanratty             |       |
| 2015 | Creed                                   | Mary Anne Creed            |       |
| 2018 | Creed II                                | Mary Anne Creed            |       |
| 2020 | A Fall from Grace                       | Sarah Miller/Betty Mills   |       |
| 2020 | Black Box                               | Dr. Lilian Brooks          |       |
| 2020 | Soul                                    | Libba Gardner (voz)        |       |
| 2020 | Jingle Jangle: A Christmas Journey      | Grandmother Journey Jangle |       |
| 2021 | The Disaster Dreams                     | Brianna's Mom (voz)        | Curta |
| 2021 | Tick, Tick... Boom!                     | 'Sunday' Legend #12        |       |
| 2023 | Creed III                               | Mary Anne Creed            |       |
| 2023 | Our Son                                 | Maya                       |       |
| 2024 | The Beekeeper                           | Eloise Parker              |       |

### Televisão
| Ano       | Título                                          | Papel                      | Notas                                         |
| --------- | ----------------------------------------------- | -------------------------- | --------------------------------------------- |
| 1976      | Delvecchio                                      | Ventita Ray                | Episode: "Wax Job"                            |
| 1978      | Watch Your Mouth                                | -                          | Episode: "First Days - Part 1 & 2"            |
| 1981      | We're Fighting Back                             | -                          |                                               |
| 1984      | One Life to Live                                | Courtney Wright            |                                               |
| 1984–92   | The Cosby Show                                  | Clair Hanks Huxtable       | Elenco principal                              |
| 1985      | Santa Barbara                                   | Felicia Dalton             | Regular cast                                  |
| 1985      | The Love Boat                                   | Lonette Becker             | Episode: "A Day in Port"                      |
| 1987      | Uncle Tom's Cabin                               | Eliza                      |                                               |
| 1988      | Mickey's 60th Birthday                          | Disneyland Cleaning Lady   |                                               |
| 1988–90   | A Different World                               | Clair Huxtable             |                                               |
| 1989      | False Witness                                   | Lynne Jacobi               |                                               |
| 1989      | Polly                                           | Aunt Polly                 |                                               |
| 1990      | Reading Rainbow                                 | Herself                    | Episode: "Mufaro's Beautiful Daughters"       |
| 1990      | Teenage Mutant Ninja Turtles                    | Jane Goodfellow (voice)    | Episode: "What's Michelangelo Good For?"      |
| 1990      | Polly: Comin' Home!                             | Aunt Polly                 |                                               |
| 1991      | The Earth Day Special                           | Clair Huxtable             |                                               |
| 1991      | Blossom                                         | Blossom's Dream Mom        | Episode: "Blossom's Blossom"                  |
| 1991      | Jailbirds                                       | Janice Grant               |                                               |
| 1993      | American Playhouse                              | Mayor Turner               | Episode: "Hallelujah"                         |
| 1994      | Ghostwriter                                     | Herself                    | Episode: "A Crime of Two Cities"              |
| 1994      | The Cosby Mysteries                             | Hadley Roebuck             | Episode: "Expert Witness"                     |
| 1994      | Touched by an Angel                             | Elizabeth Jessup           | Episode: "Tough Love"                         |
| 1994      | David's Mother                                  | Gladys Johnson             |                                               |
| 1995      | The Possession of Michael D                     | Dr. Marion Hale            |                                               |
| 1995      | In the House                                    | Rowena                     | Episode: "Sister Act"                         |
| 1996      | he Babysitter's Seduction                       | Detective Kate Jacobs      |                                               |
| 1996–2000 | Cosby                                           | Ruth Lucas                 | Elenco principal                              |
| 1998      | Free of Eden                                    | Desiree                    |                                               |
| 1998–2000 | Intimate Portrait                               | Herself                    |                                               |
| 1999–2004 | Little Bill                                     | Brenda Glover (voz)        | Elenco principal                              |
| 2000      | Happily Ever After: Fairy Tales for Every Child | Lady Fulten (voz)          | Episode: "The Princess and the Pauper"        |
| 2000      | Bull                                            | Mrs. Granville             | Episode: "What the Past Will Bring"           |
| 2001      | Biography                                       | Narrator (voz)             | Episode: "Dionne Warwick: Don't Make Me Over" |
| 2001      | The Old Settler                                 | Elizabeth                  |                                               |
| 2001      | Murder, She Wrote: The Last Free Man            | Cassandra Hawkins          |                                               |
| 2002      | Touched by an Angel                             | Elizabeth Jessup           | Episode: "The Last Chapter"                   |
| 2007      | Everybody Hates Chris                           | Kathleen Devereaux         | Episode: "Everybody Hates Kwanzaa"            |
| 2007–14   | Psych                                           | Winnie Guster              |                                               |
| 2008      | The Life & Times of Tim                         | The Boss's Wife (voice)    | Episode: "Theo Strikes Back/Amy Gets Wasted"  |
| 2008      | A Raisin in the Sun                             | Lena Younger               |                                               |
| 2011      | Change of Plans                                 | Dorothy                    |                                               |
| 2012      | Steel Magnolias                                 | Clairee Belcher            |                                               |
| 2012–13   | The Cleveland Show                              | Dee Dee Tubbs (voz)        | Papel recorrente                              |
| 2013      | Do No Harm                                      | Dr. Vanessa Young          | Elenco principal                              |
| 2014      | Sofia the First                                 | Glacia the Ice Witch (voz) | Episode: "Winter's Gift"                      |
| 2016–17   | Jean-Claude Van Johnson                         | Jane                       | Elenco principal                              |
| 2016–18   | Empire                                          | Diana DuBois               | Papel recorrente                              |
| 2017      | When We Rise                                    | Yvette Flunder             | Episode: "Night IV: Part VI and VII"          |
| 2017      | Tour de Pharmacy                                | Victoria Young             |                                               |
| 2019      | The Rocketeer                                   | May Songbird (voz)         | Episode: "Songbird Soars Again"               |
| 2019–21   | This Is Us                                      | Carol Clarke               | Elenco principal                              |
| 2019–21   | David Makes Man                                 | Dr. Woods-Trap             | Elenco principal                              |
| 2020      | Station 19                                      | Pilar                      | Episode: "Ice Ice Baby"                       |
| 2020      | 13 Reasons Why                                  | Pastor                     | Papel recorrente                              |
| 2021      | Grey's Anatomy                                  | Nell Timms                 | Episode: "Sign O' the Times"                  |
| 2022      | The Good Fight                                  | Renetta Clark              | Papel recorrente                              |
| 2022      | Little America                                  | Margaret Jean the Queen    | Episode: "Mr. Song"                           |
| 2023      | The Crossover                                   | Barbara                    | Episode: "Huddle Up"                          |
| 2023      | Curses!                                         | Georgia Snitker (voz)      |                                               |
| 2024      | Diarra from Detroit                             | Vonda                      | Elenco principal                              |

### Teatro
| Ano  | Título                                | Papel                       | Local                                | Ref.   |
| ---- | ------------------------------------- | --------------------------- | ------------------------------------ | ------ |
| 1971 | Ain't Supposed to Die a Natural Death | Performer                   | Ethel Barrymore Theatre, Broadway    | [ 9 ]  |
| 1975 | The Wiz                               | Field Mouse / Munchkin      | Majestic Theatre, Broadway           | [ 10 ] |
| 1981 | Dreamgirls                            | Ensemble                    | Imperial Theatre, Broadway           | [ 11 ] |
| 1988 | Into the Woods                        | The Witch (Replacement)     | Martin Beck Theatre, Broadway        | [ 12 ] |
| 1992 | Jelly's Last Jam                      | Anita (Replacement)         | Virginia Theatre, Broadway           | [ 13 ] |
| 2004 | A Raisin in the Sun                   | Lena Younger                | Royale Theatre, Broadway             | [ 14 ] |
| 2004 | Gem of the Ocean                      | Aunt Esther                 | Walter Kerr Theatre, Broadway        | [ 15 ] |
| 2005 | A Wonderful Life                      | Miss Bailey                 | Shubert Theatre, Broadway            | [ 16 ] |
| 2007 | Cymbeline                             | Queen                       | Vivian Beaumont Theatre, Broadway    | [ 17 ] |
| 2008 | Cat on a Hot Tin Roof                 | Big Mama                    | Broadhurst Theatre, Broadway         | [ 18 ] |
| 2009 | August: Osage County                  | Violet Weston (Replacement) | Imperial Theatre, Broadway           | [ 19 ] |
| 2022 | Skeleton Crew                         | Faye                        | Samuel J. Friedman Theatre, Broadway | [ 20 ] |
| 2023 | Purlie Victorious                     | Produtora                   | Music Box Theatre, Broadway          | [ 21 ] |
| 2025 | Purpose                               | Diretora                    | Helen Hayes Theater, Broadway        | [ 22 ] |

## Prêmios e indicações
| Ano  | Prêmio                      | Categoria                                                                     | Trabalho                           | Resultado | Ref.   |
| ---- | --------------------------- | ----------------------------------------------------------------------------- | ---------------------------------- | --------- | ------ |
| 1985 | People's Choice Awards      | Favorite Female Performer in a New TV Program                                 | The Cosby Show                     | Venceu    |        |
| 1985 | Primetime Emmy Awards       | Outstanding Lead Actress in a Comedy Series                                   | The Cosby Show                     | Indicado  |        |
| 1986 | Primetime Emmy Awards       | Outstanding Lead Actress in a Comedy Series                                   | The Cosby Show                     | Venceu    |        |
| 1988 | NAACP Image Awards          | Outstanding Actress in a Comedy Series                                        | The Cosby Show                     | Venceu    |        |
| 1989 | NAACP Image Awards          | Outstanding Actress in a Comedy Series                                        | The Cosby Show                     | Venceu    |        |
| 1989 | People's Choice Awards      | Favorite Female TV Performer                                                  | The Cosby Show                     | Venceu    |        |
| 1990 | People's Choice Awards      | Favorite Female TV Performer                                                  | The Cosby Show                     | Indicado  |        |
| 1997 | NAACP Image Awards          | Outstanding Actress in a Comedy Series                                        | Cosby                              | Venceu    |        |
| 1998 | NAACP Image Awards          | Outstanding Actress in a Comedy Series                                        | Cosby                              | Indicado  |        |
| 1999 | Satellite Awards            | Satellite Award for Best Actress – Television Series Musical or Comedy        | Cosby                              | Indicado  |        |
| 2002 | NAACP Image Awards          | Outstanding Actress in a Television Movie, Mini-Series or Dramatic Special    | The Old Settler                    | Indicado  |        |
| 2004 | Tony Awards                 | Best Performance by a Leading Actress in a Play                               | A Raisin in the Sun                | Venceu    | [ 23 ] |
| 2004 | Drama Desk Awards           | Outstanding Actress in a Play                                                 | A Raisin in the Sun                | Venceu    |        |
| 2004 | Drama League Awards         | Distinguished Performance                                                     | A Raisin in the Sun                | Indicado  |        |
| 2004 | Outer Critics Circle Awards | Outstanding Actress in a Play                                                 | A Raisin in the Sun                | Indicado  |        |
| 2005 | Tony Awards                 | Best Performance by a Leading Actress in a Play                               | Gem of the Ocean                   | Indicado  |        |
| 2008 | Primetime Emmy Awards       | Outstanding Lead Actress in a Miniseries or a Movie                           | A Raisin in the Sun                | Indicado  |        |
| 2009 | NAACP Image Awards          | Outstanding Actress in a Television Movie, Mini-Series or Dramatic Special    | A Raisin in the Sun                | Venceu    |        |
| 2009 | Screen Actors Guild         | Outstanding Performance by a Female Actor in a Miniseries or Television Movie | A Raisin in the Sun                | Indicado  |        |
| 2011 | Black Reel Awards           | Outstanding Supporting Actress                                                | For Colored Girls                  | Venceu    |        |
| 2011 | NAACP Image Awards          | NAACP Image Awards                                                            | For Colored Girls                  | Indicado  |        |
| 2013 | NAACP Image Awards          | NAACP Image Awards                                                            | Good Deeds                         | Indicado  |        |
| 2015 | The BET Honors              | Theatrical Arts Award                                                         | N/A                                | Venceu    |        |
| 2019 | Primetime Emmy Awards       | Outstanding Guest Actress in a Drama Series                                   | This Is Us                         | Indicado  |        |
| 2020 | Primetime Emmy Awards       | Outstanding Guest Actress in a Drama Series                                   | This Is Us                         | Indicado  |        |
| 2021 | Primetime Emmy Awards       | Outstanding Guest Actress in a Drama Series                                   | This Is Us                         | Indicado  |        |
| 2021 | NAACP Image Awards          | Outstanding Supporting Actress in a Motion Picture                            | Jingle Jangle: A Christmas Journey | Venceu    |        |
| 2021 | NAACP Image Awards          | Outstanding Character Voice Performance – Motion Picture                      | Soul                               | Indicado  |        |
| 2022 | Tony Awards                 | Best Performance by a Featured Actress in a Play                              | Skeleton Crew                      | Venceu    | [ 24 ] |
| 2022 | Drama Desk Awards           | Outstanding Actress in a Play                                                 | Skeleton Crew                      | Venceu    |        |
| 2022 | Drama League Awards         | Distinguished Performance                                                     | Skeleton Crew                      | Indicado  |        |
| 2022 | Outer Critics Circle Awards | Outstanding Featured Actress in a Play                                        | Skeleton Crew                      | Indicado  |        |
| 2024 | Black Reel Awards           | Outstanding Guest Performance in a Comedy Series                              | Diarra from Detroit                | Venceu    | [ 25 ] |